# Mariusz Kukiełka
Mariusz Kukiełka [ˈmarʲuʃ kuˈcɛwka] (* 7. November 1976 in Tarnobrzeg) ist ein ehemaliger polnischer Fußballspieler.

## Karriere
Er begann seine Karriere in seiner Geburtsstadt bei Siarka Tarnobrzeg. Zur Saison 1996/97 wechselte er für eine Saison zu GKS Bełchatów und im Anschluss für eine Saison in die Niederlande zu Roda Kerkrade. Zur Saison 1998/99 wechselte er zurück nach Polen und unterschrieb einen Vertrag beim Erstligisten Amica Wronki. Bei Amica blieb er bis 2002 und gewann zweimal den polnischen Pokal. 2002/03 spielte Kukiełka eine Saison in Griechenland bei PAOK Saloniki und gewann mit der Mannschaft den griechischen Pokal. Im Sommer 2003 kam er zum 1. FC Nürnberg, wechselte jedoch bereits in der Winterpause aus persönlichen Gründen nach Polen zu Wisła Krakau und gewann am Saisonende die polnische Meisterschaft. Insgesamt hat Kukiełka 169 Partien in der höchsten polnischen Liga bestritten und dabei 19 Tore erzielt.
Anfang 2005 kam er zurück nach Deutschland und spielte zunächst für Dynamo Dresden in der 2. Bundesliga, mit dem er im Sommer 2006 in die Regionalliga abstieg. Daraufhin unterschrieb Kukiełka einen Vertrag beim Bundesligisten Energie Cottbus. Dort bestritt er in den folgenden drei Jahren 75 Erst- und Zweitligaspiele, ehe er im August 2009 zum griechischen Erstligisten Skoda Xanthi wechselte. In der Saison 2010/11 kehrte er abermals nach Deutschland zurück und spielte für den TSV Germania Windeck in der fünftklassigen NRW-Liga. Im Sommer 2011 wechselte Kukiełka zum NRW-Liga-Aufsteiger FC Viktoria Köln, mit dem er als Meister in die Fußball-Regionalliga West aufstieg.
Im Sommer 2013 lief sein Vertrag bei Viktoria Köln aus. Nach einer Zeit der Vereinslosigkeit kehrte er Anfang 2014 nach Polen zurück und schloss sich dort dem Amateurverein Wisła Sandomierz an, der in der 4. polnischen Liga spielt. Ende Januar 2015 kehrte er zu seinem Heimatverein Siarka Tarnobrzeg zurück, der in der 3. polnischen Liga spielt. Im Sommer 2015 wurde er für ein Jahr an den JKS Jaroslaw ausgeliehen. Danach beendete er seine Karriere.

### Nationalmannschaft
Kukiełka bestritt von 1997 bis 2004 20 A-Länderspiele für die polnische Nationalmannschaft und erzielte dabei drei Tore.

## Erfolge
- Polnischer Meister: 2003/04
- Polnischer Pokalsieger: 1998/99, 1999/2000
- Griechischer Pokalsieger: 2003
- U-16-Europameister: 1993